# Baldassarre Furnari
Baldassarre Furnari (Lercara Friddi, 3 aprile 1932 – Torino, 24 gennaio 2005) è stato un politico italiano.

## Biografia
Nato in Sicilia, fin da giovane vive a Torino, dove nel 1970 viene eletto consigliere comunale con il PSI. Alcuni anni più tardi aderisce al PSDI, con il quale è consigliere regionale in Piemonte dal 1975 al 1980 e anche deputato nell'VIII legislatura dal 1979 al 1983. 
Più volte consigliere e assessore comunale del capoluogo piemontese con il PSDI, ricopre anche il ruolo di Sindaco facente funzioni di Torino dal 1º gennaio all'11 febbraio 1992.
Dopo lo scioglimento del PSDI, a metà anni Novanta aderisce a Forza Italia, con cui viene nuovamente eletto consigliere comunale a Torino nel 2001, restando in carica fino alla morte, avvenuta nel gennaio 2005, a 72 anni.